# Troublemaker (canção de Taio Cruz)
"Troublemaker" é uma canção electropop do cantor e compositor inglês Taio Cruz, lançado como segundo single do terceiro álbum de estúdio TY.O (2011). O single foi lançado para descarga digital em 15 de agosto de 2011 na França. A canção foi escrita e produzida por Cruz, Steve Angello, Rami Yacoub e Carl Falk. Cruz apresentou a canção no programa The Voice da Alemanha em 27 de janeiro de 2012.

## Desenvolvimento
Em entrevista à Billboard, Cruz afirmou que os fãs podem esperar mais um tempo para faixas de dança em seu próximo álbum. Ele explicou: "O novo álbum será lançado antes do Natal vamos ter um par de singles antes disso, também é definitivamente vai ser mais um tempo, vibe, divertida enérgico que você já ouviu falar em "Break Your Heart", "Higher" e "Dynamite". Há também alguns convidados no álbum - David Guetta e Ludacris, só para citar dois, - mas temos mais alguns lá que serão grandes surpresas"

## Vídeo musical
O vídeo da música "Troublemaker" foi vazado ilegalmente para o YouTube em 07 de outubro de 2011, sem uma estreia oficial. O vídeo apresenta Cruz tocando a música em um armazém, rodeado por uma série de bailarinos do sexo feminino contra um fundo branco. O vídeo tem a duração de um comprimento total de quatro minutos e dois segundos. O vídeo foi retirado poucas horas depois que foi vazado, mas foi oficialmente reintegrado em 10 de novembro de 2011.

## Faixas
| CD single |                                  |         |  |
| N.º       | Título                           | Duração |  |
| 1.        | "Troublemaker"                   | 3:40    |  |
| 2.        | "Troublemaker" (DJ Wonder Remix) | 4:27    |  |

| Descarga digital |                                      |         |  |
| N.º              | Título                               | Duração |  |
| 1.               | "Troublemaker"                       | 3:40    |  |
| 2.               | "Troublemaker" (DJ Wonder Remix)     | 4:27    |  |
| 3.               | "Troublemaker" (Vato Gonzalez Remix) | 5:04    |  |
| 4.               | "Troublemaker" (JWLS Remix)          | 5:51    |  |